# Tetranema evolutum
Tetranema evolutum là một loài thực vật có hoa trong họ Mã đề. Loài này được Donn. Sm. miêu tả khoa học đầu tiên năm 1889.